# Monsempron-Libos
 Monsempron-Libos  es una población y comuna francesa, en la región de Aquitania, departamento de Lot y Garona, en el distrito de Villeneuve-sur-Lot y cantón de Fumel.

## Demografía
| 2145 | 2654 | 3018 | 2697 | 2423 | 2135 |
| Para los censos de 1962 a 1999 la población legal corresponde a la población sin duplicidades (Fuente: INSEE [Consultar]) |      |      |      |      |      |